# Riley Shy
Riley Shy, née le 28 août 1985 à Melbourne en Floride, est une actrice pornographique américaine.

## Distinctions
Nominations
- 2008 AVN Award — Best Oral Sex Scene, Video — Gag Factor 24[1]
- 2008 AVN Award — Best Group Sex Scene, Video — Rich Little Bitch
- 2009 AVN Award — Best Double Penetration Sex Scene — Barely Legal Corrupted 9

## Filmographie sélective
- 2010 : Barefoot Confidential 67
- 2009 : Fetish Fuck Dolls
- 2009 : I Hope That's Not Yo Daughter 2
- 2008 : I Love Girls Doin Girls
- 2008 : No Boys No Toys 2
- 2007 : Finger Licking Good 4
- 2007 : Lesbian Seductions: Older/Younger 16
- 2007 : The 4 Finger Club 23
- 2006 : It's All About Ava
- 2006 : Pretty Pussies Please 2
- 2005 : Just Another Whore 2
- 2005 : Ten Little Piggies 7